# Gonorré
Gonorré (av grekiska: gono'rrhoia, sädesflytning), förr dröppel, är en sexuellt överförbar sjukdom som orsakas av den gramnegativa bakterien Neisseria gonorrhoeae. Bakterien är en humanpatogen. 
Gonorré är i Sverige en anmälningspliktig sjukdom, smittspårningspliktig sjukdom och allmänfarlig sjukdom enligt Smittskyddslagen.

## Symtom
Vanliga symtom på gonorré är flytningar från urinröret hos mannen och från slidan hos kvinnan, men även ändtarmen och svalget kan drabbas. Andra symptom inkluderar sveda vid urinering, mellanblödningar och smärta i pungen. Om slidsekret eller sperma har hamnat i ögonen kan dessa svullna upp och bli röda. I mer sällsynta fall kan man också drabbas av feber, smärta i magens nedre del och/eller svullnad eller värk i exempelvis fotleden eller knät. Gonorré ger vanligtvis inte symptom då man har det i svalget. Symptomen framträder vanligtvis inom cirka en vecka från smittotillfället, men kan också framträda senare.

## Smitta
Likt andra könssjukdomar överförs gonorré genom oskyddad sex (främst vaginalt eller analt samlag men även via oralsex). Sjukdomen överförs då slemhinnorna får kontakt med varandra under den sexuella aktiviteten, men gonorré kan även överföras via slidsekret och sperma. Därför kan infektionen uppstå i ögon eller mun om dessa kommer i kontakt med könsvätskor. Det finns även en liten risk för smitta om fingrar med könsvätska vidrör en slemhinna, men den bakterie som orsakar gonorréinfektionen dör fort vid exponering för luft. Därför är risken för smitta via fingrar minimal.

## Epidemiologi
Andelen symtomfria bärare av sjukdomen ökade från 25 % år 2008 till 45 % år 2017 i Sverige. Det är vanligare att vara symtomfri om man får positivt gonorrétest i ändtarm, livmoderhals eller svalget än i urin eller urinrör. Under 2000-talet har det skett en kraftig ökning av antalet fall. Under 2000-talet fram till 2010 drabbades omkring 600–800 personer årligen i Sverige. År 2018 rapporterades 2700 fall av gonorré, varav 75 % av fallen är män. Gruppen män som har sex med män stod utgjorde 2018 hälften av alla rapporterade fall i Sverige.

## Komplikationer
Vid svårare fall kan även äggledare och stora leder infekteras. Gonorré kan i värsta fall hos kvinnor orsaka infertilitet och utomkvedshavandeskap. Gonorré var i början av 1900-talet en vanlig orsak till medfödd blindhet hos barn och en av anledningarna till att lapisdroppar började användas. Idag sker behandling av gonorré framför allt med antibiotika, mer specifikt makrolider eller kinoloner. Numera finns bara en fungerande antibiotikaklass kvar; bakterien har blivit resistent mot övriga, allt fler fall av helt resistenta bakterier förekommer.